# Подпулфрца
Подпулфрца (словен. Podpulfrca) — поселення в общині Шкофя Лока, Горенський регіон, Словенія. Висота над рівнем моря: 360 м.